# Supercella (cristallografia)
In fisica dello stato solido e cristallografia, quando si descrive una struttura cristallina, una supercella è una cella unitaria ripetitiva del cristallo che contiene diverse celle primitive. In alcuni casi, queste celle primitive del cristallo sottostante sono stravolte cosicché la supercella diviene la nuova cella primitiva.
Per esempio, nei cristalli cubici a corpo centrato (bcc) o a facce centrate (fcc), la cella primitiva è rispettivamente un parallelepipedo o un romboedro, ma la cella unitaria convenzionale utilizzata per descrivere queste strutture è una supercella cubica semplice.
Le supercelle sono comunemente utilizzate in modelli computazionali di difetti cristallini, allo scopo di consentire l'utilizzo di condizioni al contorno periodiche.